# Lògica bivalent
Un sistema bivalent és aquell que admet només dos valors de veritat per als seus enunciats (premisses i conclusions). En la lògica bivalent, una proposició només pot ser vertadera o falsa, no existeixen valors intermedis de veritat. El clàssic sistema de lògica bivalent és la lògica aristotèlica, que se sustenta en tres principis bàsics:
1. Principi d'identitat: A és veritat si i només si A és veritat.  A ⇔ A
2. Principi de no contradicció: A no pot ser A i no-A al mateix temps.  - (A.-A)
3. Principi del tercer exclòs: A és vertader o és fals, no hi ha una tercera possibilitat.  Aw-A

No admet tampoc matisos modals en els seus enunciats, com ara "cal que", "és impossible que", etc.
Es limita al llenguatge enunciatiu o declaratiu.
Hi ha altres sistemes de lògiques que no se sustenten en aquests principis i, per tant, admeten més de dos valors de veritat. Els sistemes de lògica modals o plurivalents (com la lògica trivalent de Jan Lukasiewicz o la lògica trivalent de Kleene), accepten un tercer valor, com "indeterminat" o "possible".